# Boddam (Aberdeenshire)
Boddam ist eine Ortschaft in der schottischen Council Area Aberdeenshire. Sie liegt rund vier Kilometer südlich des Zentrums von Peterhead an der Nordseeküste.

## Geschichte
Boddam entwickelte sich mit der Seefischerei. Im Laufe des 16. Jahrhunderts errichtete der Clan Keith in der Nähe das heute noch als Ruine erhaltene Boddam Castle. Auf dem vorgelagerten Kap Buchan Ness wurde 1827 das Buchan Ness Lighthouse errichtet. 1845 wurden die Anlagen zweier Häfen nördlich und südlich von Buchan Ness per Gesetz beschlossen. Von diesen aus wurde unter anderem der Peterhead Granite verschifft, der im Wesentlichen einem Steinbruch oberhalb von Boddam entnommen wurde. 1952 wurde 2,5 km südwestlich der bis 2005 genutzte Luftwaffenstützpunkt RAF Buchan eingerichtet. Eine 2009 enthüllte Statue zeigt die Verbundenheit der lokalen Bevölkerung mit dem Stützpunkt.
Lebten 1861 noch 550 Personen in Boddam, so stieg die Einwohnerzahl in den folgenden 20 Jahren rapide auf 1766 an. 1961 wurden 854 Personen in Boddam gezählt. Zehn Jahre später waren es bereits 1429. Seitdem ist die Einwohnerzahl im Trend schwach rückläufig.

## Verkehr
Die von Edinburgh nach Fraserburgh verlaufende A90 tangiert Boddam und schließt die Ortschaft direkt an das Fernverkehrsstraßennetz an. In Stonehaven ist außerdem die nach Westen führende A950 innerhalb kurzer Zeit erreichbar, während südlich die A975 zugänglich ist, welche die küstennahen Ortschaften bis Balmedie anbindet.